# Конуш (област Пловдив)
 За другото българско село вижте Конуш (Област Хасково).  
Конуш е село в Южна България. То се намира в община Асеновград, област Пловдив.

## География
Конуш отстои на 35 км югоизточно от Пловдив и на 14 североизточно от Асеновград и е разположено в красива котловина на Западна Тракия. Селото е полско. Край него са открити няколко тракийски могили. Археологическите разкопки потвърждават, че в Конуш е кипял активен живот. Намерени са останки от неолита – глинени съдини, каменни брадвички, мраморни съдове. На югозапад по пътя Конуш – Избеглии се намира Голямата могила – Кулето, останка от древнотракийско селище. То се състояло от къщурки и плетища, измазани с кал. Очертанията на могилата са запазени до днес.

## История
Началото на селото се губи в дебрите на Средновековието.
Според немски и австрийски пътеписи (XV-XVI) селото се е наричало първоначално Комисиус.
Според един пътепис от 1553 година селище Комисиус се е именувало още Констаница, което ще рече станция за коне.
До втората половина на XIX век Конуш е средище на нахия (околоя) до 1877 – 1878 г. То се е състояло от самостоятелните махали Български Конуш и Турски Конуш (споменавани още като Конушенска Босна о Конушенски Лала Бунар).
След време са записани под общото име Конуш. Като трябва определено да кажем, че името Конуш всъщност е наложено от турските заселници.
Конуш отстои на 35 км югоизточно от Пловдив и на 14 североизточно от Асеновград и е разположено в красива котловина на Западна Тракия. Селото е полско. Край него са открити няколко тракийски могили. Археологическите разкопки потвърждават, че в Конуш е кипял активен живот. Намерени са останки от неолита – глинени съдини, каменни брадвички, мраморни съдове.
На югозапад по пътя Конуш – Избегли се намира Голямата могила – Кулето, останка от древнотракийско селище. То се състояло от къщурки и плетища, измазани с кал. Очертанията на могилата са запазени до днес.
Конушкият храм „Свети Атанасий“ е построен две години преди Араповския манастир. Покрили го с тикли, докарани от Родопите. След освобождението тиклите били заменени с керемиди. Камбаната тежала 400 кг и била отлята в Пловдив. За освещаването на храма „Св. Атанасий“ през 1857 г., Бачковският манастир проводил делегация.
Състоял се е водосвет. Новата църковна утвар, забележителните олтарни икони, закупени от Истамбул, изпълвали с възхита и трепет миряните.
Най-старите икони от църквата са от 1857 г. Те се съхраняват от освещаването до днес.

## Културни и природни забележителности
Непосредствено до селото е разположен язовир Конуш с площ 37,68 ha. На юг и запад е заобиколен от земеделски земи. През различните периоди на годината в язовир Конуш са установени 114 вида птици, от които 21 вида са включени в Червената книга на България (1985). От срещащите се видове 42 са от европейско природозащитно значение. Като световно застрашени са включени 3 вида, а като застрашени в Европа – 9 вида. Язовирът е място с международно значение заради малкия корморан, който се среща тук по време на миграция и през зимата. Отделни двойки малки корморани се задържат тук до късно през пролетта, поради което е твърде вероятно те да останат да гнездят, ако не бъдат безпокоени и преследвани. Други два световно застрашени вида също се срещат в язовира – белооката потапница / по време на миграция/ и къдроглавия пеликан / през зимата/. Тук се намира една от най-големите в страната колонии на нощна чапла и малка бяла чапла. Язовир Конуш е едно от важните места в страната от значение за Европейския съюз за опазването на тези два вида. Тук се концентрира и една от най-значимите зимуващи популации на късокрилия кюкавец, а също и представителни популации на голямата бяла чапла и патицата клопач /през зимата /.
Язовирът е включен в „Натура 2000“
На 1.5 км източно от с. Конуш има живописна гора Тез дере, микроязовир, а на 1 км южно от селото друга гора – „Шумарата“.
Конушенски народен оркестър под ръководството на големия музикант Никола Илиев.

## Редовни събития
Всяка година се провежда традиционният за селото събор с участието на жива музика и много хора от околията.

## Известни личности
Родени в Конуш
- Никола Илиев (р. 1944), кларнетист